# 柴田峡
柴田 峡（しばた けい、1965年12月8日 - ）は、東京都練馬区出身 のサッカー指導者、元サッカー選手。現役時代のポジションはディフェンダー（DF）。東京都立石神井高等学校、東京学芸大学卒、東京学芸大学大学院修士課程修了。日本サッカー協会公認S級ライセンス所持。

## 来歴
大学卒業後、全日空サッカークラブ（後の横浜フリューゲルス）へ入団。東京ガスサッカー部（現、FC東京）移籍後現役を引退し、東京ガス主催によるサッカースクール「東京ペレフットボールクラブ」にて指導者としての活動をスタート。FC東京の下部組織で指導に当たり、2001年にはFC東京U-18第1期生 を率いて、クラブユース選手権優勝を果たした。ユースでは、競技面だけでなく礼儀作法や学業面についても厳しい姿勢で臨み、社会に出ても活躍できる精神的逞しさを持った人物を育てる方針を貫いており、2003年より配属された強化部では、新人選手の教育を任されていた。
2005年に同じく東京を本拠とする東京ヴェルディユースの監督に就任。同年のクラブユース選手権と高円宮杯の2冠達成へ導く実績を残した。2007年、S級ライセンス取得。2009年にトップチームのコーチに就任し、高木琢也監督をサポートした。
2010年に流通経済大学サッカー部コーチ、2011年から松本山雅FCコーチに就任。
2017年7月よりJFLのブリオベッカ浦安監督に就任。11月12日に契約満了により退団し、11月24日に松本山雅FCの編成部長就任が発表された。
2020年9月25日、解任された布啓一郎の代理監督として松本山雅FC監督に就任。2021年も監督続投として正式に任命されたが、2021年6月21日に解任。
2021年12月24日、ラインメール青森の監督に就任。1年目は4位、2年目は5位と、堅守をベースとしたサッカーで安定した戦績を保っていたが、3年目は、早々にJ3リーグ昇格争いから脱落し、所属選手に対する暴言、また威圧的な行動が発覚。9月にクラブから謹慎、制裁金、4試合のベンチ入り停止処分を科された。最終順位も10位と前年から大きく低迷し、昇格のミッションを達成できなかったことに加え、前述の不祥事が引き金となり、2024年シーズン限りで退任となった。

## 所属クラブ
- 東京都立石神井高等学校[2]
- 1984年 - 1987年 東京学芸大学蹴球部
- 1988年 - 1990年 全日空サッカークラブ
- 1992年 東京ガスサッカー部

## 個人成績
| 国内大会個人成績 | 国内大会個人成績 | 国内大会個人成績 | 国内大会個人成績 | 国内大会個人成績 | 国内大会個人成績 | 国内大会個人成績 | 国内大会個人成績 | 国内大会個人成績 | 国内大会個人成績 | 国内大会個人成績 | 国内大会個人成績 |
| 年度             | クラブ           | 背番号           | リーグ           | リーグ戦         | リーグ戦         | リーグ杯         | リーグ杯         | オープン杯       | オープン杯       | 期間通算         | 期間通算         |
| 年度             | クラブ           | 背番号           | リーグ           | 出場             | 得点             | 出場             | 得点             | 出場             | 得点             | 出場             | 得点             |
| 日本             | 日本             | 日本             | 日本             | リーグ戦         | リーグ戦         | JSL杯/ナビスコ杯 | JSL杯/ナビスコ杯 | 天皇杯           | 天皇杯           | 期間通算         | 期間通算         |
| ---------------- | ---------------- | ---------------- | ---------------- | ---------------- | ---------------- | ---------------- | ---------------- | ---------------- | ---------------- | ---------------- | ---------------- |
| 1988-89          | 全日空           | 26               | JSL1部           | 0                | 0                | 0                | 0                |                  |                  |                  |                  |
| 1989-90          | 全日空           | 26               | JSL1部           | 0                | 0                | 0                | 0                |                  |                  |                  |                  |
| 1991             | この間不明       | この間不明       | この間不明       | この間不明       | この間不明       | この間不明       | この間不明       | この間不明       | この間不明       | この間不明       | この間不明       |
| 1992             | 東京ガス         | 23               | 旧JFL1部         |                  |                  | -                | -                |                  |                  |                  |                  |
| 通算             | 日本             | 日本             | JSL1部           | 0                | 0                | 0                | 0                |                  |                  |                  |                  |
| 通算             | 日本             | 日本             | 旧JFL1部         |                  |                  | -                | -                |                  |                  |                  |                  |
| 総通算           |                  |                  |                  |                  |                  |                  |                  |                  |                  |                  |                  |

## 指導歴
- 1993年 - 2004年 東京ガスサッカー部 / FC東京
  - 1993年 東京ペレFCサッカースクール コーチ
  - 1994年 - 1996年 東京ペレFC八王子ジュニアユース 監督
  - 1997年 - 1998年 東京ガスFCジュニアユース 監督[5]
  - 1999年 - 2002年 FC東京U-18 監督[5]
  - 2003年 - 2004年 FC東京 強化部[5]
- 2005年 - 2009年 東京ヴェルディ
  - 2005年 - 2008年 ユース 監督
  - 2009年 トップチームコーチ
- 2010年 流通経済大学サッカー部 コーチ / 流通経済大学FC 監督[16]
- 2011年 - 2017年6月 松本山雅FC
  - 2011年 - 2015年 松本山雅FC トップチームコーチ
  - 2016年 - 2017年6月 松本山雅FC U-15 監督
- 2017年7月 - 11月 ブリオベッカ浦安 監督
- 2018年 - 2021年6月 松本山雅FC
  - 2018年 - 2020年9月 編成部長
  - 2020年9月 - 2021年6月　監督
- 2022年 - 2024年 ラインメール青森 監督

## 監督成績
| 年度   | クラブ      | 所属            | リーグ戦 | リーグ戦 | リーグ戦 | リーグ戦 | リーグ戦 | リーグ戦 | カップ戦   | カップ戦  |
| 年度   | クラブ      | 所属            | 順位     | 勝点     | 試合     | 勝       | 分       | 敗       | ナビスコ杯 | 天皇杯    |
| ------ | ----------- | --------------- | -------- | -------- | -------- | -------- | -------- | -------- | ---------- | --------- |
| 1994   | 東京ペレ    |                 |          |          |          |          |          |          | -          |           |
| 1997   | 東京ガスY   |                 |          |          |          |          |          |          | -          |           |
| 1999   | FC東京U-18  |                 |          |          |          |          |          |          | -          |           |
| 2000   | FC東京U-18  |                 |          |          |          |          |          |          | -          |           |
| 2001   | FC東京U-18  |                 |          |          |          |          |          |          | -          |           |
| 2002   | FC東京U-18  | 関東スーパー    | 5位      | 18       | 9        | 5        | 3        | 1        | -          |           |
| 2005   | 東京V1969Y  | プリンス関東    | 3位      |          |          |          |          |          | -          |           |
| 2006   | 東京V1969Y  | プリンス関東    | 11位     |          |          |          |          |          | -          |           |
| 2007   | 東京V1969Y  | プリンス関東    | 3位      |          |          |          |          |          | -          |           |
| 2008   | ヴェルディY | プリンス関東1部 | 4位      | 21       | 11       | 6        | 3        | 2        | -          |           |
| 2017   | 浦安        | JFL             | 15位     | 17       | 15       | 4        | 5        | 6        | -          | -         |
| 2020   | 松本        | J2              | 13位     | 35       | 21       | 9        | 8        | 4        | -          | -         |
| 2021   | 松本        | J2              | 17位     | 19       | 19       | 4        | 7        | 8        | -          | 3回戦進出 |
| 2022   | 青森        | JFL             | 4位      | 51       | 30       | 14       | 9        | 7        | -          |           |
| 2023   | 青森        | JFL             | 5位      | 42       | 28       | 11       | 9        | 8        | -          |           |
| 2024   | 青森        | JFL             | 10位     | 41       | 30       | 9        | 14       | 7        | -          |           |
| 通算   | 日本        | J2              | -        | -        | 40       | 13       | 15       | 12       | -          | -         |
| 通算   | 日本        | JFL             | -        | -        | 103      | 38       | 37       | 28       | -          | -         |
| 通算   | 日本        | プリンス関東1部 | -        | -        |          |          |          |          | -          | -         |
| 総通算 | 総通算      | 総通算          | -        | -        |          |          |          |          | -          | -         |

- プリンスリーグU-18関東での順位は、グループリーグ内の順位ではなく、順位決定戦による最終順位。
- 2017年は6月からの就任。順位は年間順位。
- 2020年は9月からの就任。
- 2021年は6月まで。